# نادي عقاب
نادي عقاب هو نادي كرة قدم إيراني أٌسس عام 1945.